# Детский эколого-биологический центр
Детский эколого-биологический центр (сокращенно — Детский экоцентр; народное название — Юнгородок) — муниципальное образовательное учреждение дополнительного образования детей в Омске, созданное на базе Юнгородка в центре города. Здесь расположен детский зоопарк и ботанический сад.

## История
В 1911 году на территории будущего Юнгородка состоялась Первая Западно-Сибирская сельскохозяйственная, лесная и торгово-промышленная выставка. Выставка имела важное значение для развития Омска и Сибири в целом. Здесь также был возведён старейший фонтан Омска.
Во время Первой мировой войны на этом месте находился лагерь для военнопленных. В советское время здесь открылся питомник горзеленхоза, а затем и областная станция юннатов.
Как государственное учреждение для обучения детей экоцентр был организован в 2000 году. В 2014 году волонтёрами омского нефтезавода старейший фонтан Омска был реконструирован.

## Структура
Организованный в 2000-х годах Детский экоцентр состоит из семи отделов: методического, экологического, ботанического, организационно-массового, зоологического, МЭА, общественных инициатив, трех секторов: «Медиатека», «Ботанический сад», учебный сектор зоологии.
Юнгородок расположен в центре города на улице маршала Жукова, дом 109. Площадь составляет 3,2 га. Экоцентр посещают более 50 000 человек в год. Директор — Ситникова Галина Владимировна. Проводятся различные тематические экскурсии («Птицы Сибири и Омской области», «Разнообразие растительного мира Земли» и другие). Как и многие учреждения образования, Юнгородок получает недостаточное финансирование.

### Детский зоопарк
Основу коллекции Детского зоопарка составляют птицы 84 видов, млекопитающие 20 видов, рыбы 31 вида и рептилии 14 видов. Демонстрируются 2 вида птиц и 3 вида рептилий, занесённых в Международную Красную Книгу. В Омском зоопарке можно встретить ежей, косуль, лис, лам, пони, оленей, крокодилов, змей и других животных. В 2011 году на учёте в отделе состояли 1048 экземпляров животных 180 видов (без кормовых и домашних животных).

### Ботанический сад
Оранжерея Детского экоцентра занимает площадь в 250 м². Ботанический сад располагает коллекцией из более 300 видов комнатных, тропических и субтропических растений и 800 видов суккулентов, которая постоянно пополняется и обновляется более редкими экземплярами. В 2011 году в коллекции центра выявлено 234 вида и 375 экземпляров растений закрытого грунта.